# Perényi Péter (országgyűlési képviselő)
Perényi Péter Elek (Nagydobos, 1839. november 20. – Nagydobos, 1896. április 16.), országgyűlési képviselő, a Perényi család leszármazottja.

## Élete
1839. november 20-án született Nagydoboson, Perényi Lajos és Szikora Teréz gyermekeként. Középiskolai tanulmányait Késmárkon és Iglón végezte, a Kassai Királyi Jogakadémián szerzett jogi képesítést. Ezután 1856/57-ben a téli félévben kezdte meg tanulmányait a Hohenheimi Mezőgazdasági Akadémián, ahol két év múlva mezőgazdászként végzett. Tanulmányai befejezése után hosszabb körutat tett Németországban, Svájcban és Franciaországban. Hazatérése után birtokain gazdálkodott és a passzív ellenállás részeként nem vállalt közhivatalt. Az 1867-es kiegyezés után Szatmár vármegye tiszteletbeli aljegyzőjévé választották, 1880-ban pedig a közigazgatási bizottságnak lett tagja. Szatmár vármegye életében Ujfalussy Sándor főispánnal és közeli barátjával együtt tevékenykedett. Társadalmi működésének egyik fő eredménye a mátészalkai takarékpénztár létrehozása, melynek hosszabb ideig igazgatója is volt. Amikor 1883-ban elhunyt Péchy Jenő, Perényit választották meg utódául a mátészalkai kerület országgyűlési képviselőjének és haláláig tagja volt a parlamentnek. Halála előtt hosszú ideig, 43 hónapig betegeskedett.

## Családja
Felesége, Újhelyi Ilona volt (1850-1930), akivel 1867. február 2-án házasodtak össze. Házasságukat bő gyermekáldás kísérte:
- Ilona (1869. november 24. - Budapest, 1932. november 9.) Férje Domahidy Elemér (1865-1930) Hajdú vármegye és Debrecen város főispánja
- Miklós, (Nagydobos, 1871. február 14. - Nagydobos, 1890. január 5.), halálakor a  bécsi Teréziánum 8. osztályos tanulója volt.[2]
- Marjorie (Madoly) (Nagydobos, 1875. július 7. - Budapest, 1949. május 20.) Férje Lukács György (1865-1950), Békés vármegye és Hódmezővásárhely főispánja, országgyűlési képviselő, rövid ideig vallás- és közoktatásügyi miniszter (1905-1906). Esküvőjüket 1900. szeptember 10-én tartották Pusztadoboson. Leszármazottaik a Perényi-Lukács nevet viselték.
- Péter (Nagydobos, 1876. október 29. - Párizs, 1957. szeptember 4.) Ugocsa vármegye főispánja. Feleségét, Künnle Katalint 1911-ben vezette oltárhoz.
- Edit, (Nagydobos, (1881. január 15. - Budapest, 1903. november 2.)
- Mária Zsófia, (Nagydobos, 1886 - Budapest, 1958. november 17.), első férje Erőss Vilmos, második Oláh Lajos volt.